# ملعب بالقاسم بالعيد
ملعب بلقاسم بلعيدملعب الشهيد بلقاسم بلعيد بمدينة ميلة هو أحد المعالم الكروية بولاية ميلة بشرق الجزائر، حمل الملعب سابقا اسم الملعب البلدي ميلا قبل أن يتم تغيير اسمه تأسس الملعب سنة 1971.
يتسع الملعب إلى حوالي 12,000 مناصر 3000 مقعد منها مغطاة و 9000 غير مغطاة.
تم تغطية الملعب سابقا بالعشب الطبيعي لكن لم تنجح العملية مما اضطر الفريق القائم على الملعب بتغييره إلى العشب  الاصطناعي.
يعد الملعب القلعة الأولى لنادي المدينة شباب بلدية ميلة، كما تستقبل فيه العديد من الأندية على غرار هلال شلغوم العيد ونجم التلاغمة الناشطين بالقسم الثاني.

## الأشغال والتهيئة
عرف أول تهيئة لمدرجاته سنة 1990 حيث تم بناء مدرجات كبيرة غير مغطاة أما ارضية الميدان فتم وضع العشب الطبيعي فيها سنة 2001 حتى سنة 2008 حيث تم استخدام العشب الصناعي.

تم تجديد المدرجات صيف 2002 حيث تم بناء مدرجات مغطاة أما المدرجات الغير مغطاة فبدات صيف 2003 وانتهت سنة 2005 إلى أن تم فتحها سنة 2007.